# Де Ауде Мердейк
«Де А́уде Ме́рдейк» (нидерл. De Oude Meerdijk) — стадион в Эммене, домашняя арена городского футбольного клуба «Эммен».
Стадион был построен в 1977—1979 годах для «Эммена», тогда игравшего в любительских лигах Нидерландов (клуб стал профессиональным только в 1985 году).
До реконструкции 2001 года на стадионе были стоячие места и сиденья. Сегодня все трибуны имеют пластиковые сиденья и козырьки, а вместимость сократилась до 8 600 зрителей. Рекорд посещаемости (около 12 тысяч) был установлен в матче хозяев с «Херенвеном» в 1990 году. На концертах стадион вмещает до 17000 посетителей.
Хотя «Эммен» никогда не играл в высшем дивизионе чемпионата Нидерландов, один матч на высшем уровне был проведён: 25 апреля 2007 года АДО Ден Хааг и «Гронинген» доиграли 48 минут и 16 секунд прерванного ранее матча.
В 2005 году на стадионе проходили футбольные матчи чемпионата мира среди юношей.